# Sirivech Jareonchon
Sirivech Jareonchon, né le 25 août 1975 dans la province de Surat Thani, est un acteur thaïlandais.
Sirivech Jareonchon, comme la plupart des comédiennes et comédiens qui jouent pour Apichatpong Weerasethakul (Jarinpattra Rueangram, Banlop Lomnoi, etc.), n'est pas un professionnel du cinéma d'où la difficulté de trouver des informations sur lui.

## Filmographie
- 2004 : Tropical Malady[3],[4]